# Buenache de Alarcón
Buenache de Alarcón ist ein Ort und eine Gemeinde (Municipio) mit 440 Einwohnern (Stand: 2024) in der Provinz Cuenca in der Autonomen Region Kastilien-La Mancha.

## Geographie
Buenache de Alarcón liegt etwa 60 Kilometer südlich von Cuenca in einer Höhe von ca. 815 m.

## Bevölkerungsentwicklung
| 1900 | 1950 | 1970 | 1981 | 1991 | 2001 | 2011 | 2021 |
| ---- | ---- | ---- | ---- | ---- | ---- | ---- | ---- |
| 1495 | 2330 | 1202 | 753  | 650  | 637  | 591  | 455  |

## Sehenswürdigkeiten
- Burg von Patrocinio

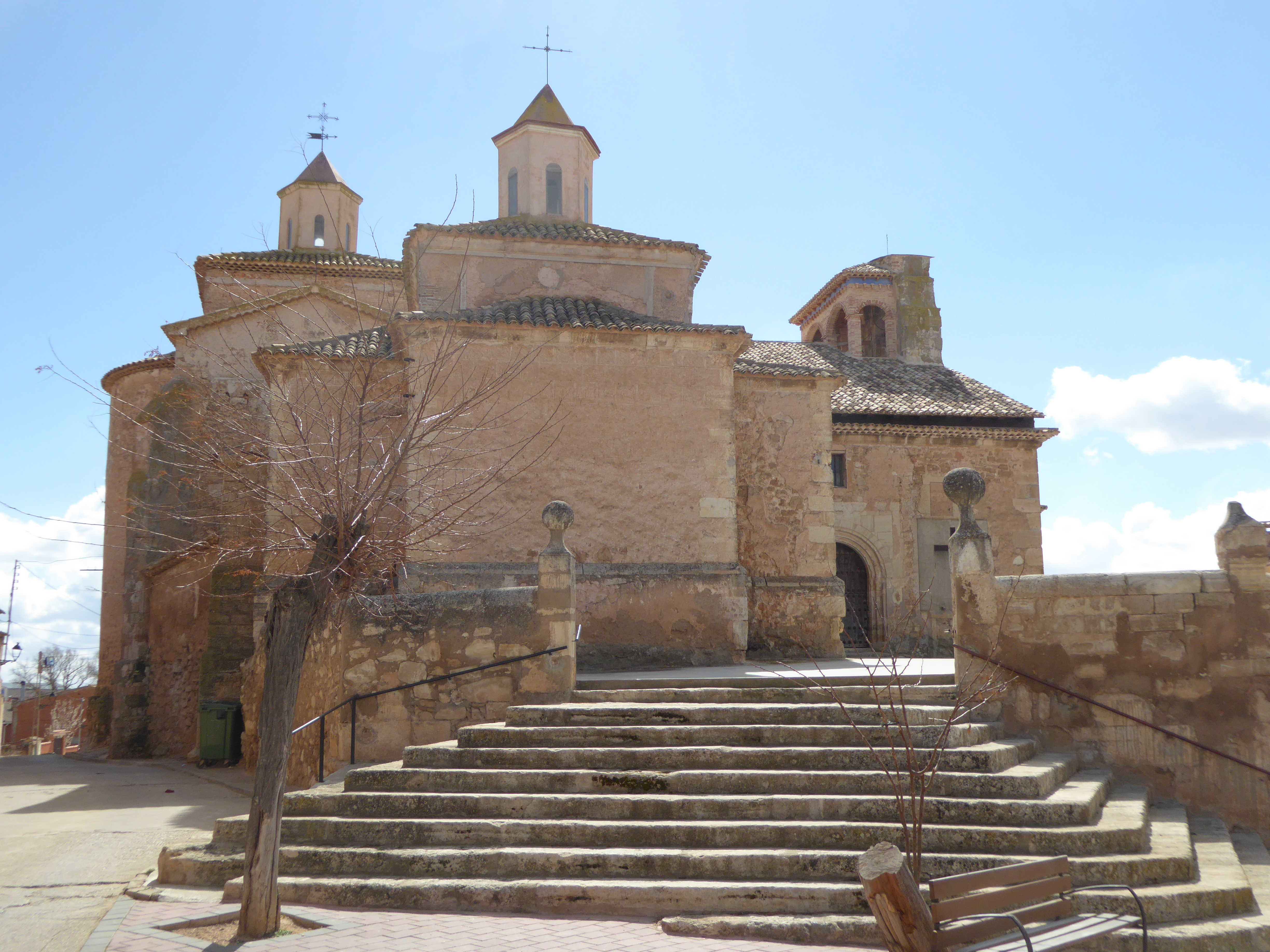
Peterskirche
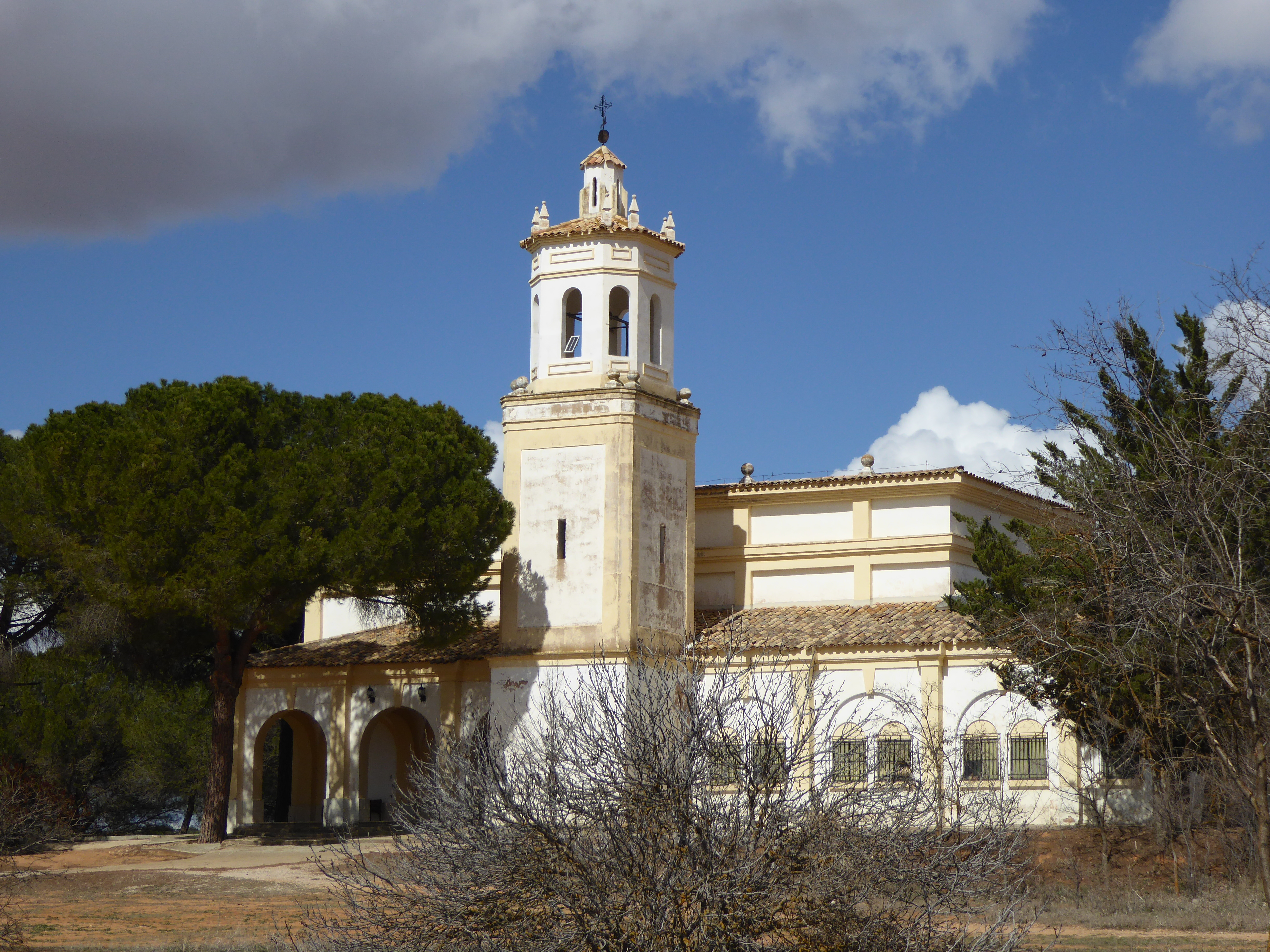
Marienkapelle

- Marienkapelle (Iglesia de Nuestra Señora de la Estrella)
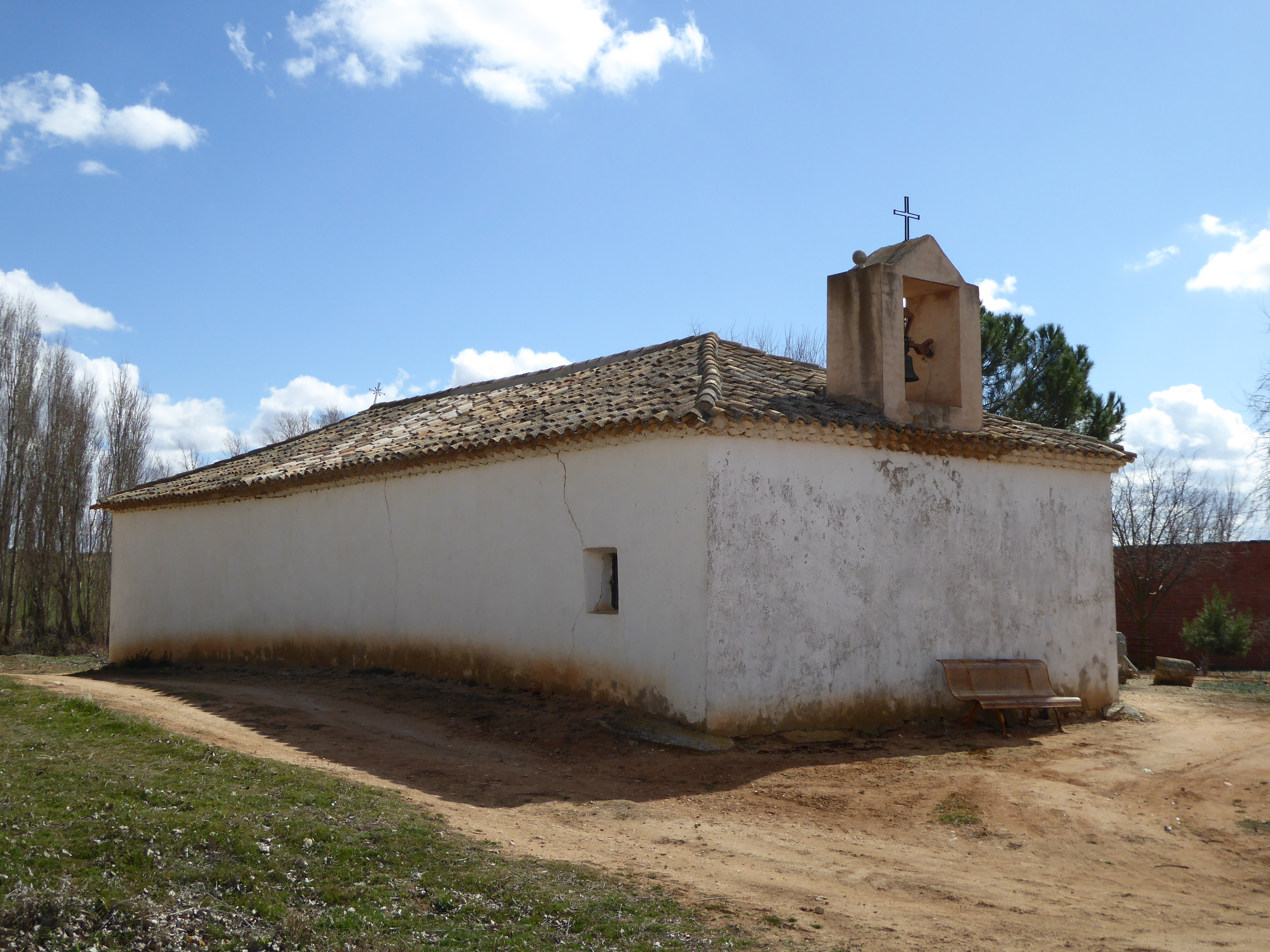
Antoniuskapelle
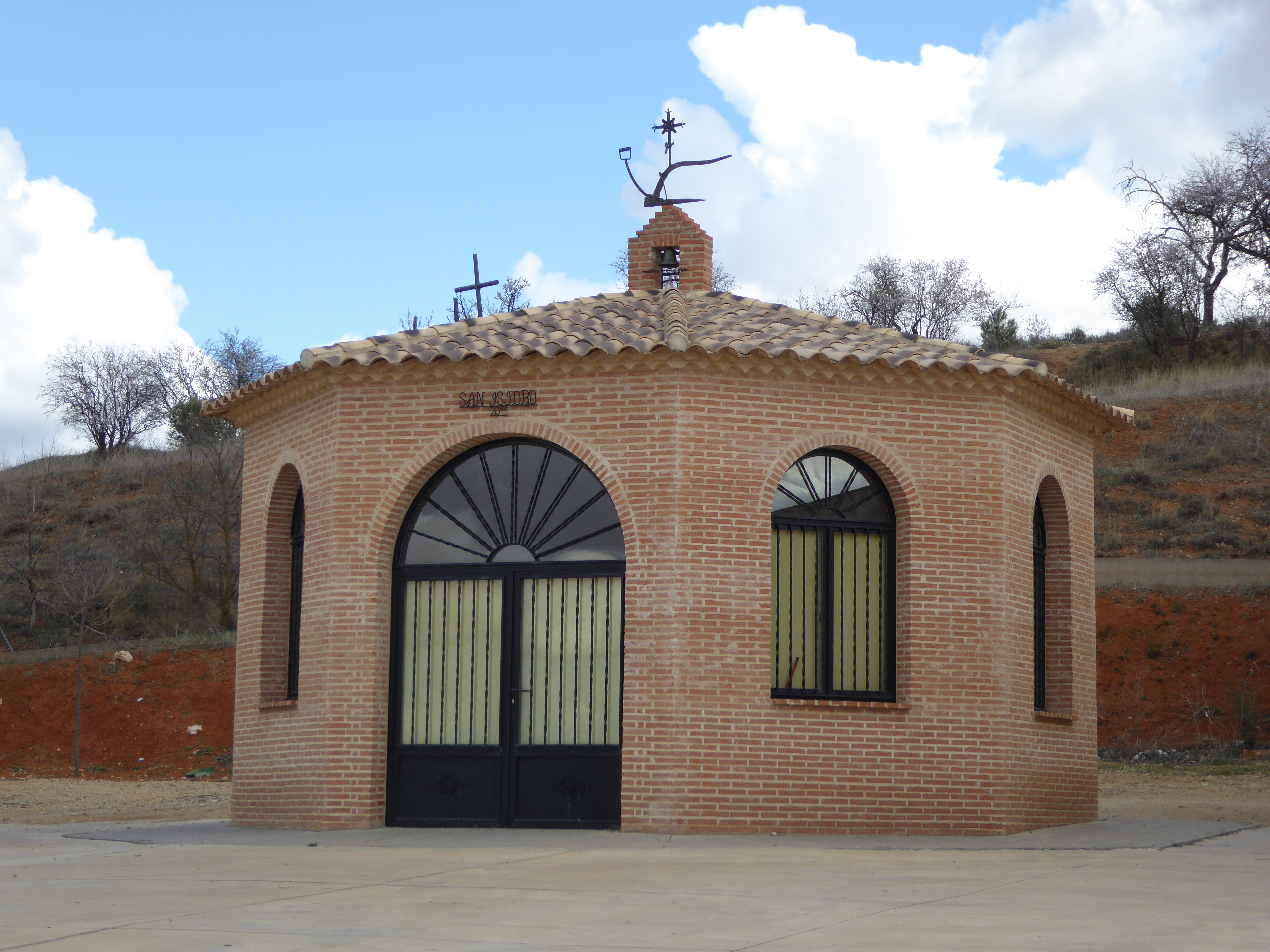
Isidorkapelle
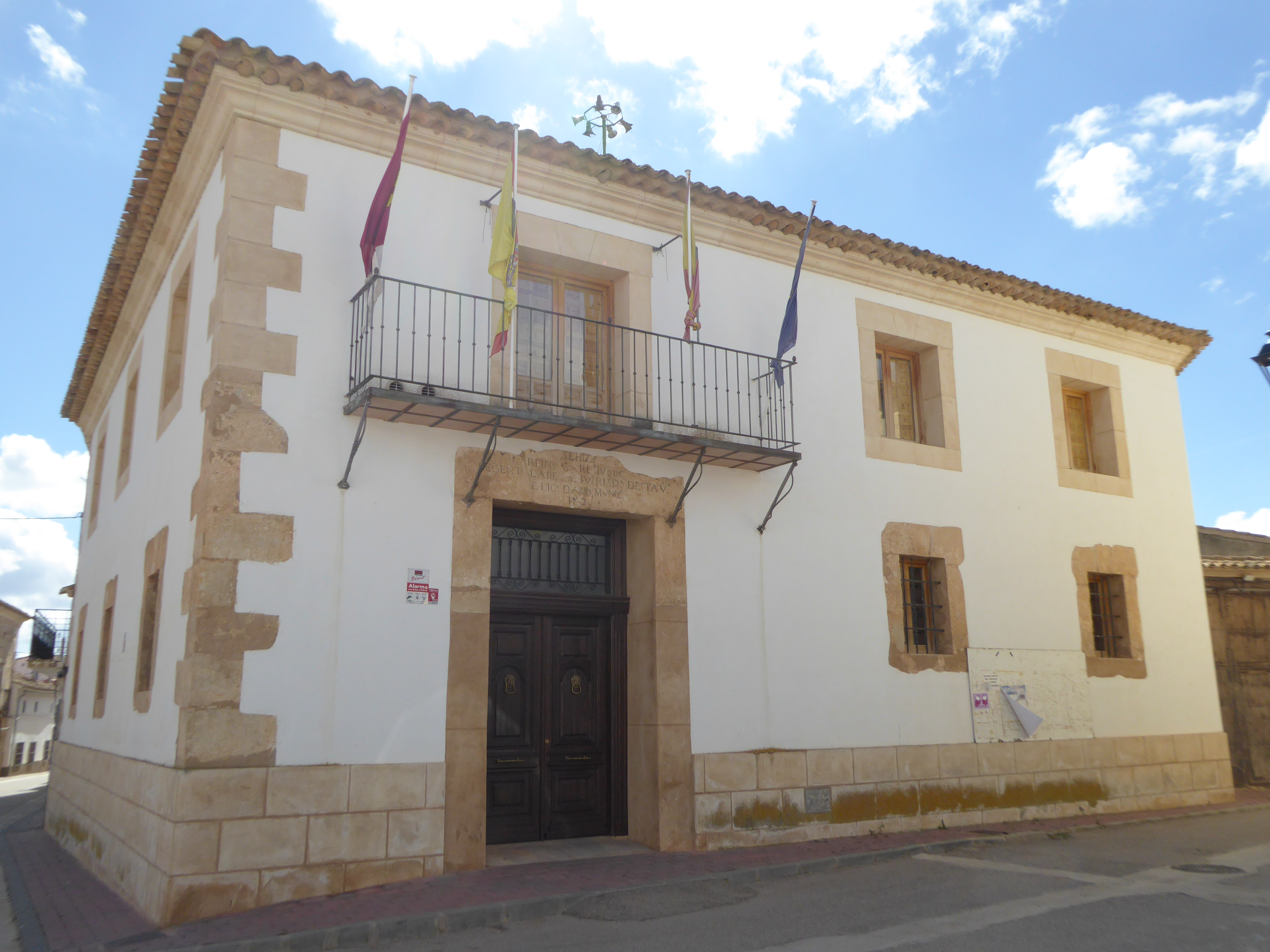
Rathaus

- Peterskirche
- Marienkapelle
- Antoniuskapelle
- Isidorkapelle
- Rathaus